# Джон Френсіс Делі
Джон Фре́нсіс Де́лі (нар. 20 липня 1985) — американський актор, сценарист, режисер, співак. Він найбільш відомий за свою роль Сема Віра у американському серіалі каналу NBC Freaks and Geeks, а також за роль Ленса Світса у серіалі каналу FOX Кістки. Він також грає на фортепіано та співає у групі Dayplayer.

## Раннє життя
Народився у Віллінзі, Іллінойс у сім'ї актора Р. Ф. Делі та вчительки гри на фортепіано Ненсі Делі. Він ріс у Няку, Нью-Йорк і грав Денні у продукції «Grease» у середній школі Няка. Він часто брав участь у продукціях разом із своїм батьком. Наприклад, вони разом зіграли батька із сином у Boston Public.

## Кар'єра
Делі розпочав свою кар'єру у віці трьох років, коли його було обрано на роль молодого Томмі в інтернаціональному хіті Бродвею Томмі Ху. Він грав Сема Віра у телесеріалі Freaks and Geeks, і після того він постійно працював на телебаченні, включаючи Шоу Джіни Дейвіс, Boston Public, Простий Джо, Kitchen Confidential, Справедлива Емі та Спін Сіті. VH1 назвало його № 94 у списку «найкращі Молоді Актори».
У 2001 він став режисером короткометражного фільму Що роблять немовлята. Він також написав та грав у короткому фільмі Friday Night 2005 року він зʼявився у фільмі Waiting... і у телесеріалі каналу FOX Kitchen Confidential. 2007 року Делі став одним з персонажів у популярному американському шоу Кістки, де він грає психолога Доктора Ленса Світса. Він також присутній у кліпі Abandoned Pools — «Mercy Kiss».

## Фільмографія

### Фільми
- Закоханий Алерд Фішбайн (2000) — Алерд Фішбайн
- Вигляд зверху кращий (2003) — Родні
- Waiting... (2005) — Мітч
- 77 (2007) — Пет
- Закопуєм колишніх (2008) — Зак
- Нестерпні боси (2011) — Картер

### Телефільми
- Кеннеді (2001) — Ентоні
- Дзвінок (2007) — Том

### Фільми, які вишли тільки на DVD
- Кларк і Майкл (2006) — Том

### Телебачення
- Freaks and Geeks (18 серій, 1999–2000) — Сем Вір
- Boston Public (5 серій, 2000–2001) — Ентоні Ворд
- Шоу Джіни Дейвіс (22 серій, 2000–2001) — Картер Раян
- Шоу Еллен (1 серія, 2001) — Ерік
- Спін Сіті (1 серія, 2002) — Спенсер
- Простий Джо (5 серій, 2003) — Грант Біндер
- Справедлива Емі (1 серія, 2004) — Джейс Крозбі
- Kitchen Confidential (13 серій, 2005) — Джім
- Апетитна (1 серія, 2006) — Кевін
- Кістки (2007-2014) — Доктор Ленс Світс
- The Finder (1 серія2012) — Доктор Ленс Світс

### Інтернет
- Поліверзійні історії (1 серія,[5] 2010)

## Режисер
- Що роблять немовлята (2001)
- Нічні ігри (2018)
- Підземелля драконів (2023)

## Сценарист
- Кістки (1 серія, 2011)
- Нестерпні боси (2011)
- Людина-павук: Повернення додому (2017)